# Hyloscirtus armatus
Hyloscirtus armatus é uma espécie de anuro encontrado na Bolívia e no Peru. Seu habitat natural é de florestas subtropicais ou tropicais úmidas montanhosas ou próximas de rios. Encontra-se ameaçado devido à destruição de seu habitat.